# NGC 107
NGC 107 (ook wel PGC 1606 of MCG -2-2-14) is een spiraalvormig sterrenstelsel in het sterrenbeeld Walvis die op ongeveer 284 miljoen lichtjaar afstand van de Aarde staat.
NGC 107 werd op 14 januari 1866 ontdekt door de Duits-Baltische astronoom Otto Wilhelm von Struve.

## HD 2195
Vanaf de Aarde gezien bevindt NGC 107 zich schijnbaar in de buurt van de ster HD 2195. Sommige telescopisch verkregen foto's van NGC 107 laten een zwak schijnsel van deze ster zien.